# Doppel-U
Doppel-U (* 8. Oktober 1982 in Jena; bürgerlich Christian Weirich) ist ein deutscher Rapper. Seit 1999 war er aktiv in verschiedenen Rap-Crews, Freestyle-Battles und sammelte Bühnenerfahrung u. a. als Vorband von Wu-Tang Clan, Dendemann und Spax. Im Jahr 2005 gründete er mit U-Quadrat ein eigenes Independent-Label. 

## Leben und Werk
Parallel zum eigenen Label U-Quadrat gründete er das Projekt Rap macht Schule als eingetragene Marke – eine Kombination aus Konzert und Rap-Workshop basierend auf klassischer Literatur als Alternative zum Deutschunterricht und gleichzeitiger Wertevermittlung. Mit seinen Gedichtsvertonungen und der daraus resultierenden Arbeit an Schulen, Universitäten, Bibliotheken und Goethe-Instituten ist er weltweit unterwegs.
Im Jahr 2007 veröffentlichte er ein Schul-Hörbuch und stellte im Jahr 2010 gemeinsam mit 7519 Schülern den „Größten Rap aller Zeiten“ auf. Damit sicherte er sich einen Eintrag ins Guinnessbuch der Rekorde. Er tritt auf bis zu 150 Konzerten und Workshops im Jahr auf.
Seit 2011 konzentriert er sich neben Rap macht Schule auf sein eigenes künstlerisches Schaffen, Kreativ-Workshops, Studio-Produktionen und die Veröffentlichung von Alben.
Im Frühjahr 2012 veröffentlichte er das Album U-Quadrat, welches auf Platz 21 der „beliebtesten Neuheiten in Hip-Hop und Rap“ einstieg. Im Oktober 2013 folgte die Veröffentlichung der Schwarz-EP als CD und Schallplatte.
Sowohl das Album U-Quadrat als auch die Schwarz-EP wurden bei Rough Trade/360 Grad nach persönlicher Empfehlung von Torch unter digitalen und physischen Vertrieb genommen.
Doppel-U absolvierte in zwölf Jahren rund 1000 Auftritte; ZDF (Kerner, logo!), ARD (Schillernacht), Phoenix, MDR (Thüringen Journal), SWR (Tigerenten Club), Deutsche Welle, KiKA (KIKA LIVE), RTL II (Nachrichten). Auf Festivals, wie z. B. Sziget Festival Budapest, megaROCK-Festival Erfurt und in Clubs MAU Club Rostock, Halle 02 Heidelberg, Kassablanca Jena, franz. K.
Hinzu kommen Rezeptionen u. a. bei Der Spiegel, Stern, Frankfurter Allgemeine Zeitung, ADAC-Magazin, GEO Saison, DB Mobil.

## Diskografie
- 2005: Zeitgeist (Album)
- 2006: Goethe & Schiller (Hörbuch, Album und Begleitbuch für Schüler)
- 2007: An die Freude Singleauskopplung
- 2008: Rap macht Schule (DVD)
- 2012: U-Quadrat (Album)
- 2013: Engagement macht Schule (CD)
- 2013: Schwarz-EP